# Castello di Loudoun
Il castello di Loudoun (in inglese Loudoun Castle) è uno storico edificio in rovina della cittadina di Galston, nell'area scozzese di Loudoun (Ayrshire Orientale), eretto nel XV secolo e rimodellato nel XVII secolo e tra il 1804 e il 1811.  
Soprannominato "Windsor di Scozia", è classificato come castello di categoria A.

## Storia
Nel XIV secolo il territorio di Loudoun era di proprietà della famiglia Crawford, che nel corso del XV secolo fecero realizzare una fortezza a quattro piani e dotata di mura dello spessore di 1,8 metri. Successivamente, nel 1641, la proprietà passò nelle mani della famiglia Campbell in seguito a un matrimonio.
Nel 1650, nel corso della guerra civile inglese, il castello venne attaccato dalle truppe parlamentariane guidate dal generale Monck, subendo ingenti danni durante l'assedio.
L'edificio assunse la sua forma definitiva tra il 1804 e il 1811, quando venne completamento rimodellato e e trasformato in una residenza baronale in stile gotico per Flora Mure Campbell, contessa di Loudoun. Il progetto venne affidato all'architetto Archibald Elliott, al quale collaborarono James e Robert Adam.
La residenza comprendeva novanta stanze ed era fornita da una biblioteca che ospitava circa 10.000 volumi.
Utilizzato come base militare dalle truppe belghe nel corso della seconda guerra mondiale, l'edificio venne accidentalmente investito nel 1941 da un incendio che provocò gravissimi danni alla parte interna della struttura.
Una cinquantina di anni dopo, nel 1995, venne aperto attorno alle rovine del castello un parco di divertimenti omonimo, poi chiuso definitivamente nel 2010, anche a seguito di un grave incidente avvenuto tre anni prima che aveva causato la morte di un addetto.

## Architettura
Il castello di Loudoun è situato al centro di un parco di circa 400 acr, che si trova a circa 1,25 a nord di Galston e si affaccia sul fiume Irvine.

## Leggende
Secondo una leggenda, il castello sarebbe abitato da un fantasma noto come "Dama Grigia", che però non sarebbe più riapparsa dopo l'incendio del 1941.